# Víctor Cucurull i Miralles
Víctor Cucurull i Miralles és un gestor cultural i activista polític català, conegut com un dels membres més destacats de l'Institut Nova Història.
Nascut a Rubí, es va llicenciar en geografia i història per la Universitat Autònoma de Barcelona (UAB). Expert en la gestió de recursos culturals ha tingut una carrera notable, sent entre d'altres, Director del Pla d'Acció Cultural de “La Caixa” des de 1977 fins a 1994, director de la Fira de Música al Carrer de Vila-seca o director del programa Invitació a la Música Live Music Now.
En l'àmbit polític, va ser un dels organitzadors de la manifestació de l'11 de setembre de 2014, en la qual, amb més de dos milions de manifestants, es va formar una 'V' a Barcelona reclamant el dret a decidir del poble de Catalunya. El gener de 2016 va ser el promotor d'una tancada de 24 hores en dejuni duta a terme per una sèrie de membres de l'ANC a títol personal —l'entitat no els va donar suport— a l'Escola Pia al Carrer de la Diputació, com a acte de pressió per reivindicar l'entesa entre Junts pel Sí i la CUP. Va ser un dels signants d'una denúncia contra la manca de transparència de l'associació en el procés d'elecció del nou secretari general, amb casos com els de les candidatures de Quim Torra i Jordi Calvís, que van ser rebutjades per incompatibilitats polítiques i posteriorment readmeses. El gener de 2020 va ser un dels primers signants del manifest en suport al president de la Generalitat de Catalunya Quim Torra titulat Manifest en suport al MHP Quim Torra i a les institucions de Catalunya, la redacció del qual proclamava que «el president no es toca».

## Teories pseudohistòriques
Considerat com un pseudohistoriador, s'autodefineix com a «expert en gestió de recursos culturals» i com «un apassionat per la història». És un dels membres més destacats de l'Institut Nova Història. Va cobrar notorietat per les seves aparicions en actes de l'ANC i per la seva participació com a ponent en diverses conferències sota el patrocini de l'INH, en les quals divulga les seves teories i la seva visió catalanista de la història, així com de la pretesa catalanitat de personatges històrics com Sant Ignasi de Loiola, Cristòfor Colom, Amerigo Vespucci («Aymerich Despuig»), Miguel de Cervantes i Santa Teresa de Jesús, entre d'altres. A més «Roma no hauria estat un imperi, de no haver estat pels catalans».
En la història convencional hi hauria apropiacions de la història catalana: segons Cucurull va ser «Catalunya» qui va descobrir Amèrica; Teresa de Jesús no seria d'Àvila, sinó catalana «de dalt a baix» per Cucurull. També ha defensat que l'emperador Carles V no es va retirar al monestir de Yuste en les acaballes de la seva vida, sinó al monestir de Sant Jeroni de la Murtra, justificant-se de la següent manera: «era l'amo del món. I com se li pot ocórrer anar al cul del món a morir-se d'avorriment?». A més, ha advocat per la teoria de la identificació de la civilització de Tartessos amb la localitat tarragonina de Tortosa (en comptes d'amb un lloc al sud de la península Ibèrica). També ha defensat la catalanitat d'Hernán Cortés, raonant: «Podia ser el fill d'un no ningú d'Extremadura com ens han explicat? No ho sembla. Aquest nivell tècnic, diplomàtic, marítim… era d'una família amb recursos i d'un nivell que només existia a la nació catalana”».